# Justin Koné Katinan
Koné Justin Katinan, né en 1966 à Niakaramandougou (ou Arikokaha), dans le nord de la Côte d'Ivoire, est un homme politique ivoirien. Il est ministre du Budget de décembre 2010 à avril 2011 dans le gouvernement Aké N'Gbo, sous la présidence de Laurent Gbagbo et un haut responsable du Front populaire ivoirien (FPI) puis du Parti des peuples africains – Côte d'Ivoire (PPA-CI).

## Biographie
Koné Justin Katinan est issu d’un milieu social modeste, de paysans sénoufos. Il fait ses études secondaires à Katiola, puis entre à l’université avant d'intégrer l’École nationale d’administration à Abidjan. À sa sortie de l'ENA, il entre dans l'administration fiscale. Parallèlement, en septembre 1989, il rejoint le FPI, qui sort de la clandestinité. Il est alors parrainé par Lia Bi Douayoua, futur ministre de la Communication. Il gravit les échelons du parti, jusqu'à devenir secrétaire national chargé de l’Intégration.
Koné Katinan est le directeur du cadastre de 2005 à 2010, jusqu'à ce qu'il soit nommé ministre du Budget en décembre 2010, dans le gouvernement Aké N'Gbo. Il est chargé par le président Gbagbo d’organiser la résistance d’un régime étranglé par les sanctions financières pendant la crise ivoirienne de 2010-2011. Après l'arrestation du président Gbagbo et la démission du gouvernement, Justin Koné Katinan part en exil à Accra le 11 avril 2011.
Koné Justin Katinan est visé par un mandat d’arrêt international pour crimes économiques émis par la justice ivoirienne le 24 août 2012. Il est accusé entre autres d'avoir « cambriolé » l'agence principale de la Banque centrale des États de l'Afrique de l'Ouest (Bceao) à l'occasion de sa réquisition par le gouvernement Gbagbo.
Le 18 janvier 2018, Koné Justin Katinan, Laurent Gbagbo, Gilbert Marie N'gbo Aké et Désiré Dallo (ex-ministre de l'Économie et des Finances), sont condamnés par la cour d'assises d'Abidjan à vingt ans de prison et une amende de 329 milliards de francs CFA pour « vol en réunion par effraction portant sur des caves à la BCEAO et des numéraires, complicité de vol en réunion par effraction, destruction d'une installation appartenant à autrui, détournement de deniers publics » en vue d'obtenir des liquidités en pleine crise postélectorale.
Katinan rentre d'exil en avril 2021.
En octobre 2021, Katinan est nommé deuxième vice-président et porte-parole du nouveau parti de Laurent Gbagbo, le Parti des peuples africains – Côte d'Ivoire (PPA-CI). Le même mois, en accord avec le pouvoir politique ivoirien, il est réintégré à la direction générale des impôts, avec toutefois un grade inférieur à celui auquel il pouvait prétendre.
En avril 2023, il est désigné candidat du PPA-CI à l'élection municipale de Port-Bouët lors du scrutin de septembre 2023. Il obtient 15,6 % et Sylvestre Emmou, le maire sortant (PDCI), est réélu.